# Meddle
Meddle är ett musikalbum av Pink Floyd släppt i november 1971 på Harvest Records.
Många kritiker anser att Meddle var ett av de första riktigt bra album gruppen gav ut efter Syd Barretts avhopp. Det här albumet har dock inget riktigt tema till skillnad från många av gruppens andra album. Opuset "Echoes" tog upp hela B-sidan när albumet ursprungligen släpptes på vinyl.
Albumet blev 3:a på UK Albums Chart. På Billboardlistan nådde det 70:e plats.

## Låtlista
Sida 1
1. "One of These Days" (Mason/Gilmour/Waters/Wright) - 5:57
2. "A Pillow of Winds" (Gilmour/Waters) - 5:10
3. "Fearless" (Gilmour/Waters) - 6:08
4. "San Tropez" (Waters) - 3:43
5. "Seamus" (Mason/Gilmour/Waters/Wright) - 2:15

Sida 2
1. "Echoes" (Mason/Gilmour/Waters/Wright) - 23:29

## Medverkande
- David Gilmour - gitarr, elbas och sång
- Roger Waters - elbas och sång
- Nick Mason - trummor och slagverk, rösten på "One of These Days"
- Richard Wright - keyboards och sång

## "Gästartist"
På spår 5, blueslåten "Seamus" medverkar schäfern med samma namn, genom att skälla alternativt yla melodin.
Seamus ägare var Steve Marriott från 70-talsbanden The Small Faces och Humble Pie.
Steve Marriotts mamma födde på denna tid upp schäfrar och det var från hennes kennel Seamus härstammade.
När Pink Floyd uppförde denna låt live, på Live at Pompeii hade Seamus ersatts av en rysk varghund med namnet "Nobs" och låten hade då bytt namn till "Mademoiselle Nobs".